# 邢琳
邢琳（1979年5月25日—），辽宁人，中国女子鐵人三項運動員。
曾於2001年度亚洲总排名第1，不过参加2004年夏季奥林匹克运动会时没有完成比赛。她后来又参加了2008年夏季奥林匹克运动会，最终获得第40名。